# Екатерина Брагансская
Екатери́на Брага́нсская (порт. Catarina de Bragança; 25 ноября 1638, Вила-Висоза или Герцогский дворец Вила-Висоза, Носса-Сеньора-да-Консейсан-и-Сан-Бартоломеу — 31 декабря 1705, Дворец Бенпоста, Лиссабон) — португальская принцесса из дома Браганса, с 1662 года — супруга короля Англии, Шотландии и Ирландии Карла II Стюарта.

## Ранняя жизнь
Екатерина Брагансская родилась 25 ноября 1638 года в Герцогском дворце Вила-Висоза. Она была четвертым по счету ребенком герцога Брагансского Жуана и его жены, Луизы де Гусман. Через два года после рождения Екатерины, в 1640 году, ее отец стал королем Португалии под именем Жуан IV. Детство инфанты выпало на войну за независимость, однако эти события мало влияли на жизнь королевских детей и детство Екатерины было счастливым и спокойным. Королева Луиза была преданной матерью, она активно интересовалась образованием своих детей и лично контролировала процесс воспитания и обучения её дочери. Екатерина провела большую часть своей юности в монастыре возле королевского дворца, где она оставалась под присмотром своей матери. В 1653 году умерли старший брат и сестра Екатерины, в результате она осталась старшей из выживших детей (еще одна старшая сестра умерла в младенчестве).
Отец скончался в 1656-м году, незадолго до восемнадцатилетия Екатерины. Регентшей при малолетнем короле Афонсу VI стала вдовствующая королева. Она же занималась выбором жениха для Екатерины.

## Брак
Жуан IV вскоре после восшествия на престол озаботился закреплением своей династии, для чего хотел выдать замуж своих дочерей за представителей правящих семей Европы. Екатерине не было даже восьми лет, когда шли переговоры о её браке с Хуаном Австрийским. Хотя Хуан и был незаконным сыном испанского короля, этот брак мог бы примирить Испанию и Португалию, после разъединения находящиеся в состоянии войны. Другим возможным кандидатом был малолетний король Франции Людовик XIV, ровесник Екатерины, однако дальше переговоров дело не зашло.
Наконец, удалось договориться с Англией. Тридцатидвухлетний Карл II Стюарт последние годы жизни провел в изгнании во Франции и был известен большим количеством внебрачных связей и бастардов. В 1660 году в результате реставрации Стюартов он вернулся в Англию и занял престол своего отца. Карл нуждался в заключении династического брака, чтобы, во-первых, обеспечить себя потомством, во-вторых, заново заключить для Англии союзы с европейскими странами. Англия и Португалия сошлись на почве взаимного интереса в ослаблении Испании.
В качестве приданого инфанты португальцы передавали англичанам города Танжер в Африке и Бомбей в Индии. Свадьба состоялась 21 мая 1662 года, причем из-за разницы в вероисповедании супругов было две церемонии: официальная англиканская и тайная католическая.

## Королева

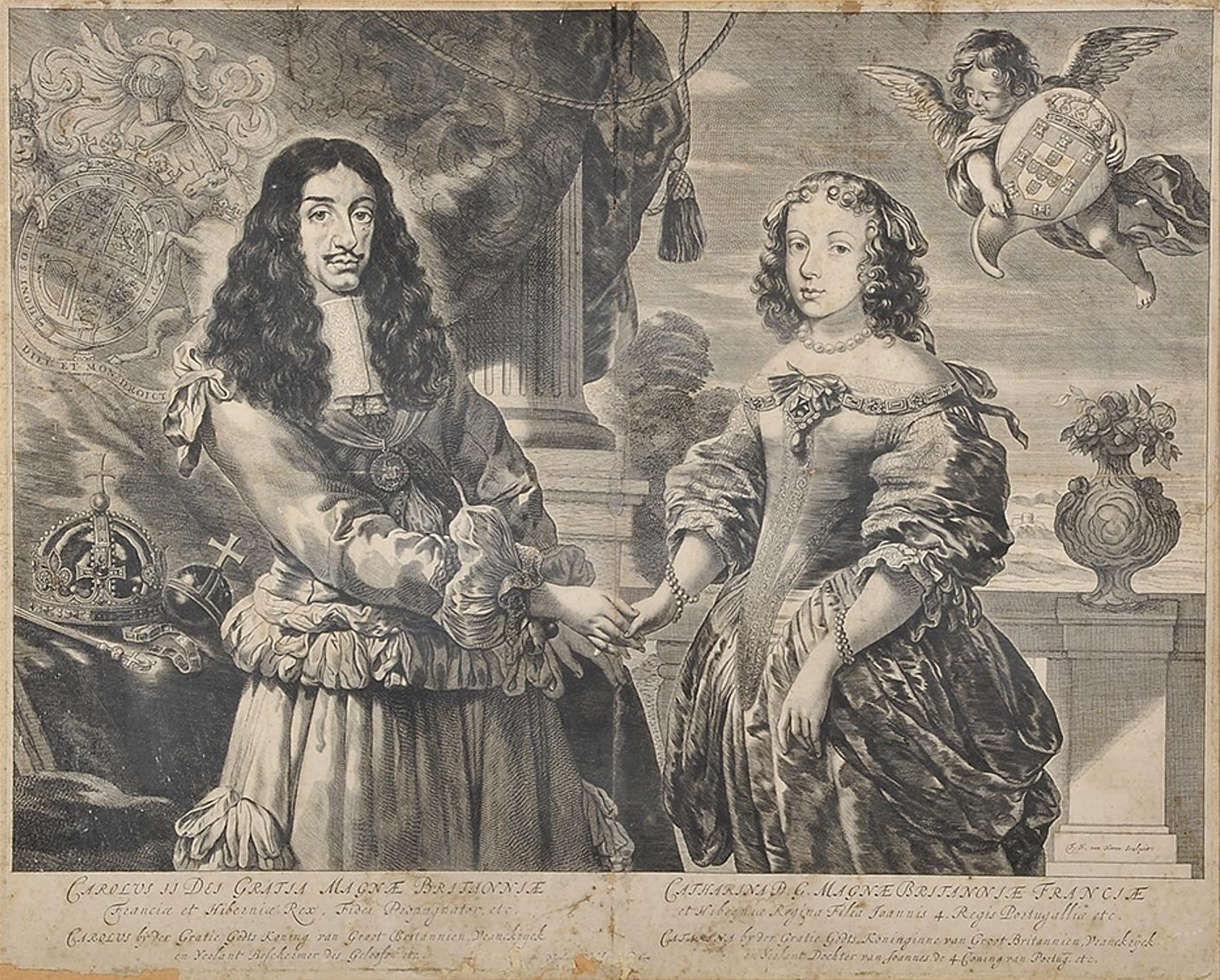
Голландская гравюра Карла II и его жены Екатерины

По прибытии в Лондон 14 мая 1662 года молодая королева оказалась отрезана от двора двойным барьером языка и веры. Церемония свадьбы состоялась 21 мая: по католическому обряду, в тайне, и по протестантскому прилюдно. Её родственники были исступлёнными католиками, а среди предков числился св. Франциск Борджа, один из отцов-основателей ордена иезуитов, и англиканам всегда мерещилась за ней тень папистского заговора.
Екатерина не была популярной королевой в Англии, потому что она была католичкой, что не позволило ей быть коронованной. Екатерина страдала от постоянных измен супруга и бездетности: трижды у неё случался выкидыш, последний произошел в 1669 году. С годами, однако, насмешки над ней уступили место уважению.
Екатерине часто приписывают введение чаепития в Британии, хотя Сэмюэл Пипс впервые упоминает о чаепитии в своей дневниковой записи от 25 сентября 1660 года, до приезда Екатерины в Англию и замужества с Карлом. Более вероятно, что она популяризировала напиток, что в то время было необычно для Британии. Помимо чая, её прибытие способствовало распространению таких товаров, как тростник, лак, хлопок и фарфор.

## Последующая жизнь
После Славной революции, когда Стюарты были изгнаны из Англии, вдовствующей королеве, как представительнице союзной англичанам иностранной державы, было дозволено жить сообразно её высокому положению в Сомерсет-хаусе. В 1692 году она вернулась в Португалию.
Екатерина Брагансская умерла 31 декабря 1705 года в Лиссабоне и была похоронена в местном монастыре Сан-Висенте-де-Фора, служившем усыпальницей династии Браганса.